# Achim Müller
Pour les articles homonymes, voir Müller.
Achim Müller, né le 14 février 1938 à Detmold et mort le 28 février 2024, est un chimiste allemand spécialiste de chimie minérale et de chimie physique.

## Carrière
Après un doctorat en thermochimie, préparé dans le laboratoire du professeur Glemser à l'université de Göttingen et soutenu en 1965, il obtient son habilitation en spectroscopie de vibration en 1967. Depuis 1977, il occupe la chaire de chimie inorganique à l'université de Bielefeld. Il a reçu le prix Alfred Stock en 2000 et le prix Gay-Lussac Humboldt en 2001.
Ses recherches couvrent un domaine de plus en plus large, incluant notamment la synthèse et la structure électroniques des clusters des métaux de transition, la spectroscopie de vibration, le magnétisme moléculaire, la catalyse, la chimie bio-inorganique, mais aussi la philosophie des sciences. À ce jour, il a publié plus de 700 articles dans les journaux internationaux et donné des conférences plénières dans un très grand nombre de congrès internationaux.
Le professeur Müller est notamment célèbre pour ses travaux sur la condensation des molybdates en conditions réductrices débouchant sur la découverte de polyoxymolybdates géants et l’élucidation de l’énigme des bleus de molybdène.
Le « citron bleu » ou « nanohérisson », comme l’on désigne, pour en souligner la forme et la couleur, l’espèce à 368 atomes de molybdène {\displaystyle Mo_{368}}, est la plus grande molécule inorganique qui ait été caractérisée à ce jour.
Les travaux récents du Professeur Müller démontrent que certains processus cellulaires comme le transport des ions peuvent être modélisés à l’aide des capsules polyoxomolybdiques poreuses.

## Distinctions
- 2005 : docteur honoris causa, Université Pierre-et-Marie-Curie (UPMC)[4].